# Björn Jensen (Filmproduzent)

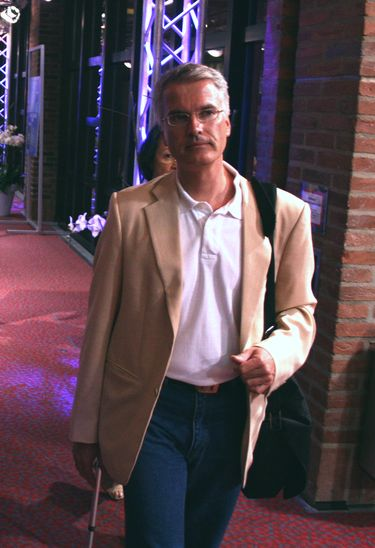
Björn Jensen auf dem Filmfest München 2010

Björn Jensen (* 12. Januar 1965 in Hameln, Deutschland) ist ein deutscher Filmproduzent, Berater und Filmemacher.

## Leben
Er studierte Germanistik, Anglistik, Mediävistik und Theaterwissenschaft und hält einen Magister-Abschluss (M.A.) der Ludwig-Maximilians-Universität München, sowie einen Master of Business Administration (MBA) mit Schwerpunkt International Business an der University of Southern Queensland, Australien. Seit 1990 hat Björn Jensen bei über 90 Dokumentar- und Spielfilmen als Herstellungsleiter, Executive Producer und Berater gearbeitet: zum Beispiel „Quiet Days in Hollywood“ mit Hilary Swank, „Montreal Symphony“ (Best Kanadischer Dokumentarfilm FIFA), „Unter dem Eis“ (Bester Dokumentarfilm Kuala Lumpur Festival), „Gekaufte Wahrheit“ (11 internationale Festival Preise) und viele mehr. Er war 15 Jahre lang als Head of Production für die Produktionsfirma Kick Film GmbH tätig, bevor er sich 2007 mit Ginger Foot Films selbstständig machte. Er war Mitglied der Bewertungskommission Berufsgruppe III der Bild-Kunst und Jurymitglied im BKM (Produktionsförderung B Kurzfilm). 6 Jahre lang war er als Schatzmeister im Bundesvorstand der AG Dokumentarfilm - AG DOK (des größten deutschen unabhängigen Filmverbandes) und von 2015 bis 2018 im Vorstand des European Documentary Network (EDN).
Mit Ginger Foot Films berät er Spielfilm- und Dokumentarfilmproduzenten in den Bereichen Stoffentwicklung, Finanzierung, Produktion und Vertrieb. Für German Documentaries organisiert Jensen die Teilnahme deutscher unabhängiger Dokumentarfilmemacher an internationalen Festivals und Märkten. Er berät den Markt Sunny Side of the Doc für den asiatischen Raum, ist Head of International Co-Production bei der chinesischen Produktionsfirma China Film Assist und arbeitet als VP Business Development für Reef Distribution, eines der führenden Vertriebe für 360 Grad Fulldome Filme.
Björn Jensen ist Mitglied im Fachausschuss Steuern des Deutschen Kulturrates, Experte des Innovationsprogrammes Horizin H2020 und des Creative Europe Programms der Europäischen Kommission. Ihm wurden die Positionen eines Senior Consultant des Golden Panda International Documentary Festivals (China) und Senior International Advisor des „Youth Elite Cultivation Plan for International Media“ (China) verliehen.
Jensen moderiert Diskussionsveranstaltungen und Pitchings. Er ist Academical Director der europäisch-asiatischen Trainingsinitiative DOCROADS, anerkannter Ausbilder (AdA (IHK)), unterrichtet an Filmhochschulen in Europa und Asien und bietet regelmäßig Workshops für Produktion, Finanzierung und Pitching an.

## Filmografie
Produzent
- 2015: Forgotten Sex Slaves - Comfort Women in the Philippines
- 2009: Wohin ist, der ich war und bin[1]
- 2009: Die Fäden müssen bleiben[2]
- 2007: Unter dem Eis (in Co-Produktion mit Kaspar Film)

Herstellungsleitung
- 2021: Der wilde Wald
- 2018: Das Spiel mit der Bombe - Nordkorea und das globale Netzwerk der Atomwaffenhändler[3]
- 2017: Our Russia - A Trip to the Football World Cup
- 2016: Code of Survival[4]
- 2013: Zum Schweigen gebracht - Georgi Markov und der Regenschirmmord
- 2012: The Price of Gold
- 2012: Wir wollten die Republik verändern - Der Liberale Gerhart Baum
- 2011: Wolfgang Rihm. Dionysos. Szenen und Dithyramben. Eine Opernfantasie
- 2011: „Ich bin dein Labyrinth!“ - Wolfgang Rihm. Nietzsche. Dionysos
- 2011: Der Notfall
- 2010: Montreal Symphony – Kent Nagano und das Montreal Symphony Orchestra (2010)(zusammen mit Joachim Knaf und Jim Edward)
- 2010: Scientists under Attack
- 2008: Versteckte Kinder (2008) (zusammen mit Magnus Froböse)
- 2006: Eileen Gray – Einladung zur Reise
- 2005: To Tulsa and Back – On Tour With J.J. Cale
- 2005: Deutschland gegen Deutsch
- 2004: Tage und Nächte in Paris
- 2003: Das Paradies auf Erden
- 2003: Das halbe Leben
- 2002: Out of Edeka
- 2002: Martin Heidegger
- 2002: Ich werde reich und glücklich
- 2001: Selbstbeschreibung
- 2001: Hollywood Profiles: Harvey Keitel
- 2001: Amok
- 2000: Gnadenlos
- 1999: John Lee Hooker – That’s My Story
- 1998: Flucht in den Dschungel
- 1998: Die Dämonische Leinwand
- 1997:  Liebe in Hollywood
- 1996–2001: Hollywood Profiles: Lauren Hutton, Isabella Rossellini, John Malkovich, Kirk Douglas, Andy Garcia, Woody Allen
- 1996: Der schönste Tag im Leben
- 1994: Unter Deutschen
- 1994: Quiet Days in Hollywood
- 1994: Der Himmel küsst die Berge
- 1992–1995: Directors of the New German Cinema: Percy Adlon, Rainer Werner Fassbinder, Edgar Reitz, Volker Schlöndorff, Margarethe von Trotta, Wim Wenders
- 1992: Mord aus Liebe

Produktionsberatung
- 2021: Geächtetes Wissen
- 2017: Megatrends im Dialog
- 2017: Die sichere Geburt - Warum Hebammen?
- 2016: One Last Time
- 2016: Standstill
- 2015: When Xian meets Piao
- 2015: Kung Fu Doctor
- 2014: Nicht alles Schlucken
- 2014: Verbotene Filme
- 2013: Cured by Bread
- 2013: The Last Night Bus
- 2012: On the Road
- 2010: The First Time - How New Ideas Entered Art
- 2009: Carajas
- 2008: Die Unbekannte
- 2007: The Real Daktary

in sonstigen Funktionen
- 2019: Mission Astronaut
- 2011: Escape from Tibet - Between Heaven and Earth
- 2008: Mozart in China